# Infusor de te

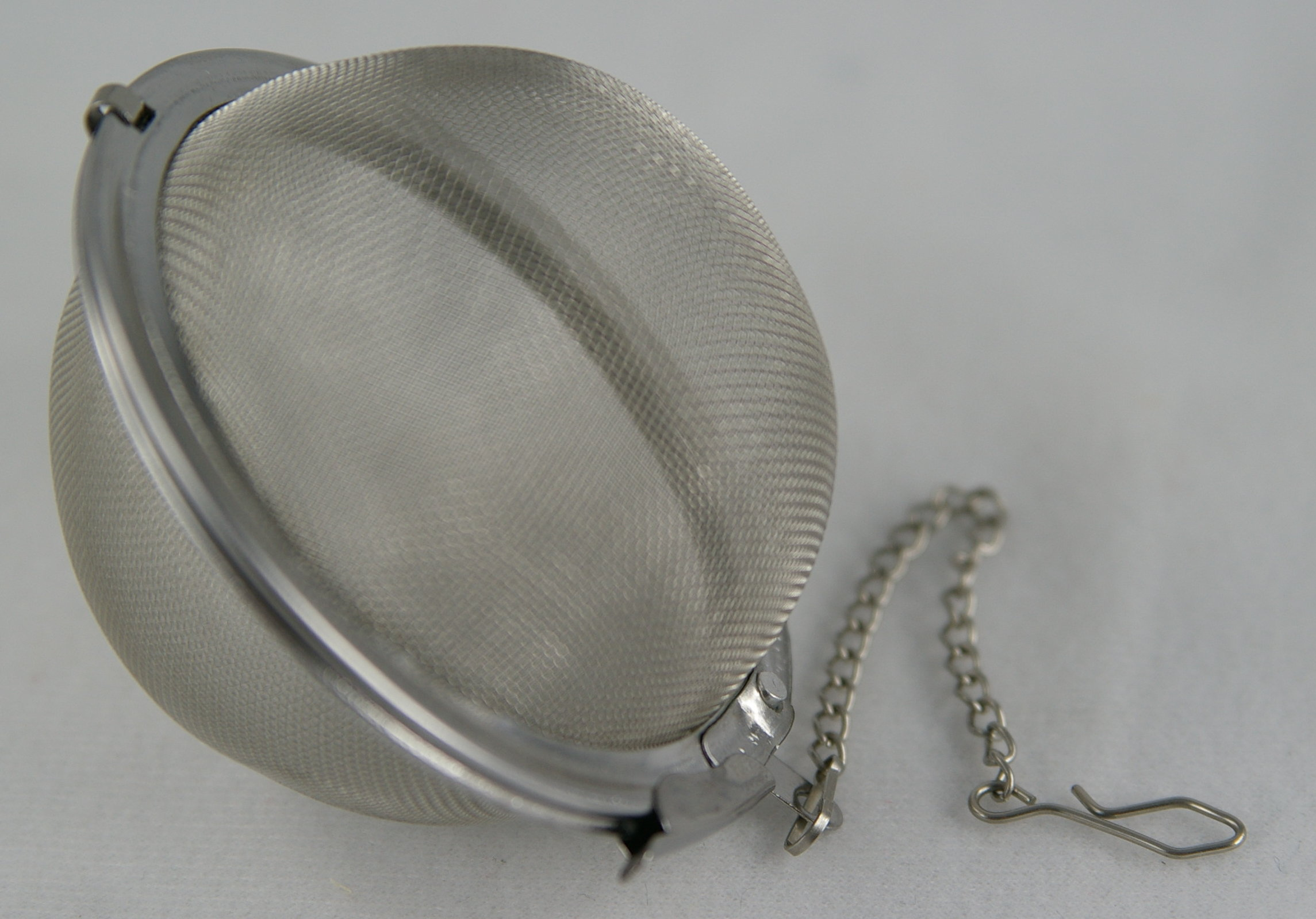
Una bola infusors de te de reixeta.

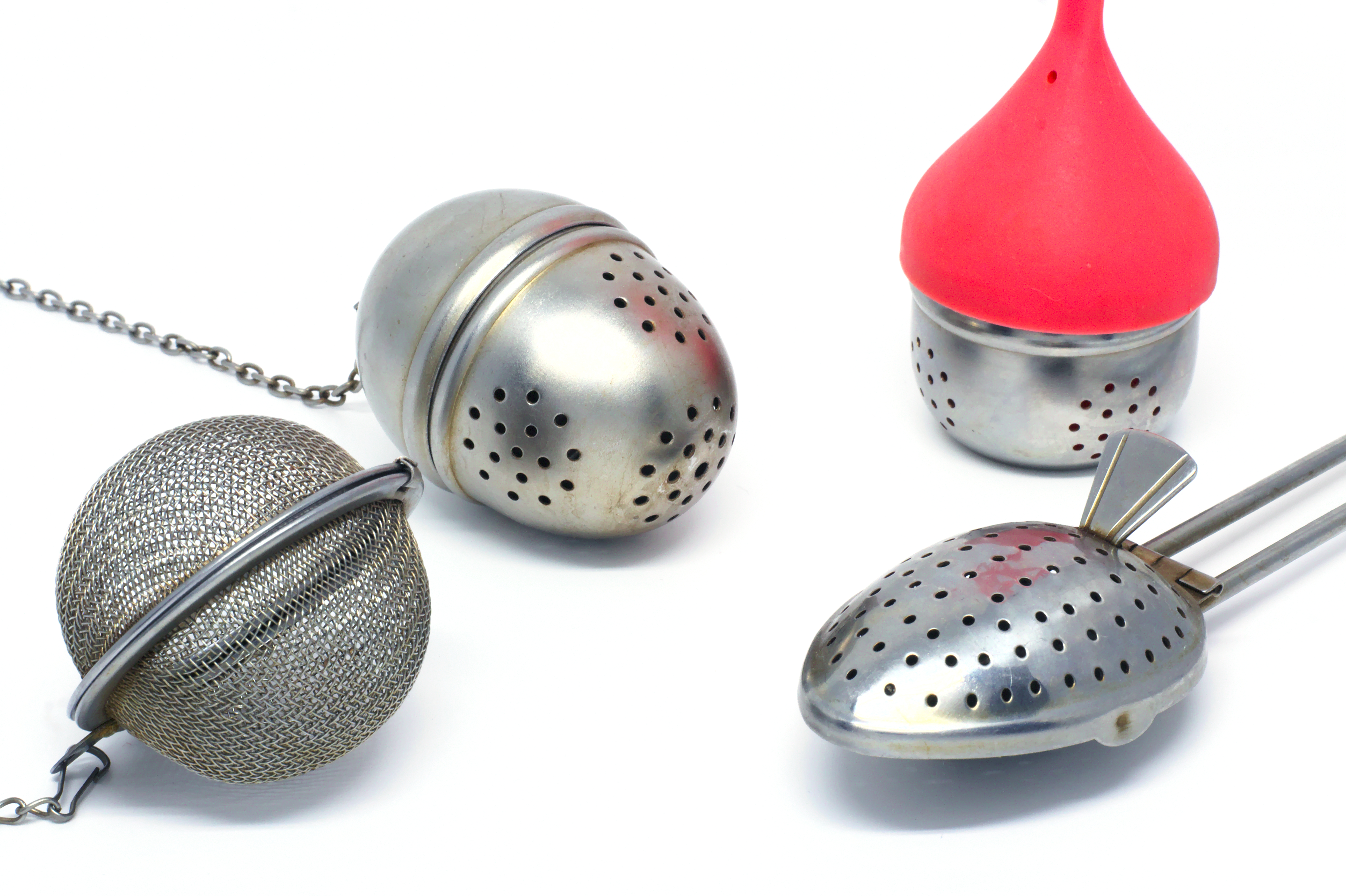
Diferents models d'infusors de té.

Un  infusor de te  és un dispositiu en el qual s'introdueixen fulles de te soltes per preparar la infusió, normalment en una tassa. També s'anomena  bola de te ,  cullera de te  i  pinça de te . El infusor de te va guanyar popularitat a la primera meitat del segle XIX: en l'època de la reina Victòria cap casa britànica respectable podia no tenir un.
Els infusors de te permeten preparar la infusió fàcilment a partir de  fannings  i fulles de te trencades.

## Ús
Un infusor de te fa la mateixa funció que una bosseta de te. El infusor sol constar d'un contenidor petit de reixeta o metall perforat o d'una cullera tancada on s'introdueix el te, de diverses mides per permetre preparar una o diverses tasses cada vegada. Les formes habituals dels infusors són l'esfèrica, cònica i cilíndrica. Un estil és el d'una esfera oberta amb nanses com pinces per obrir el seu contenidor de reixeta.

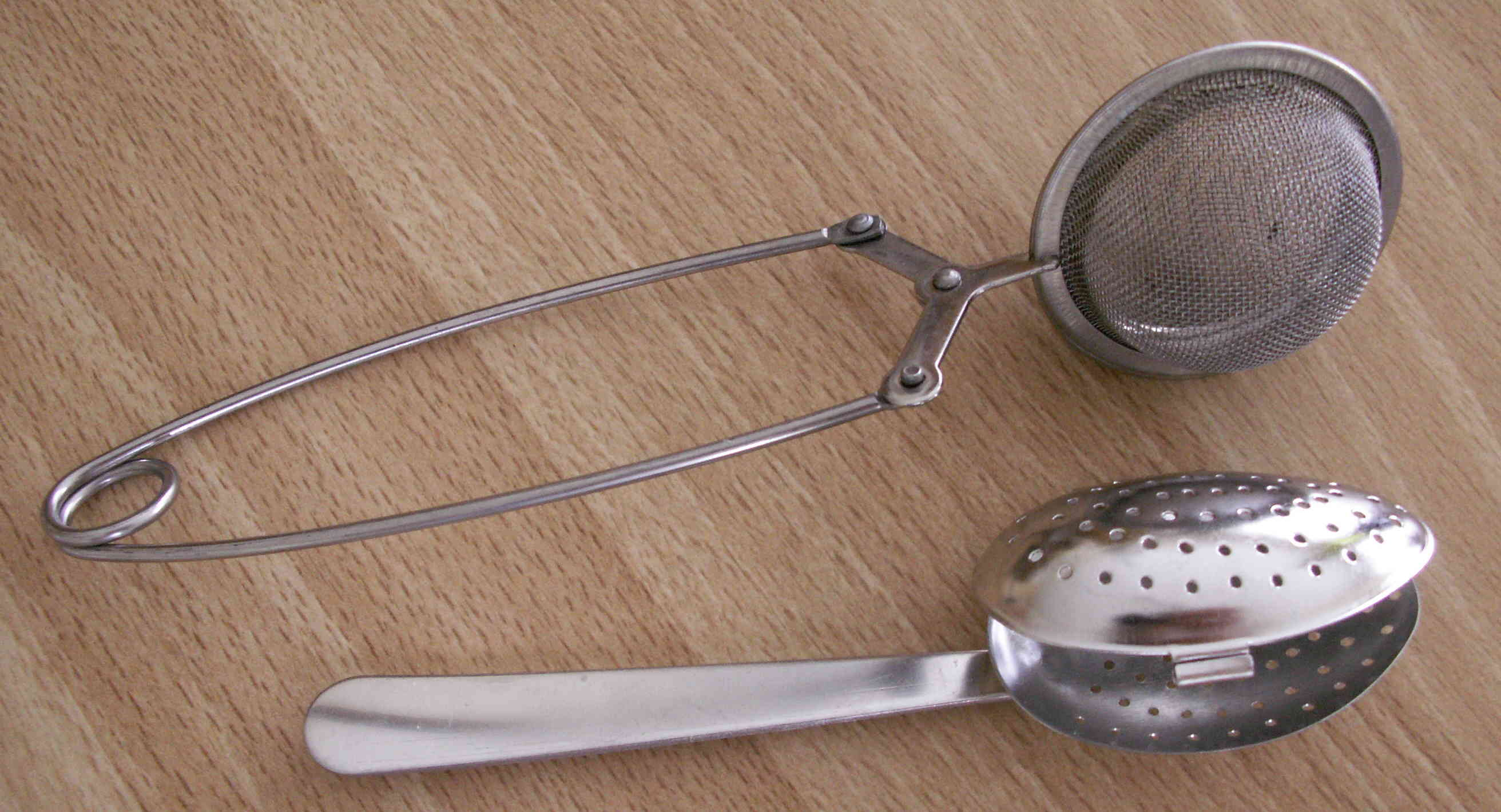
Altres dos tipus de infusors de te.

El infusor es posa en una tassa o bol d'aigua calenta o bullint, permetent que el te maceri sense que les fulles soltes passen a la tassa o bol. Una vareta o cadena sol estar unida al contenidor del infusor per facilitar la seva recuperació de la tassa o bol. Els infusors amb forats grans poden no retenir tots els fulls, exigint l'ús d'un colador de te per retirar els trossos restants.

## Premsa francesa
Encara que no és freqüent, pot usar-se una premsa francesa com infusor de te. No obstant això, la majoria de tes només es maceren per un temps limitat després del que es retiren de l'aigua per evitar que la infusió quedi massa amarga.